# Dasypogon lenticeps
Dasypogon lenticeps là một loài ruồi trong họ Asilidae. Dasypogon lenticeps được Thomson miêu tả năm 1869. Loài này phân bố ở vùng nhiệt đới châu Phi.